# کلاید فیلیپس

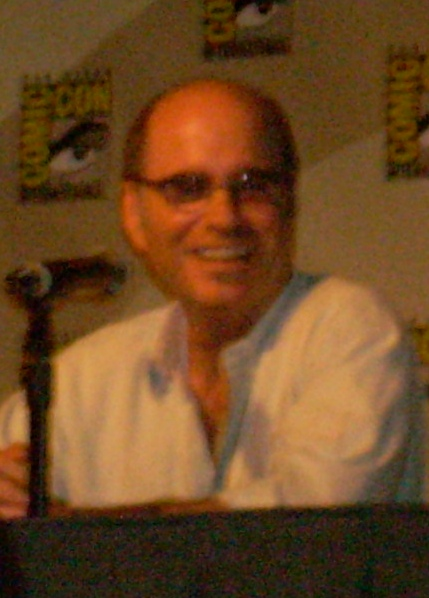
کلاید فیلیپس

کلاید ب. فیلیپس (به انگلیسی:Clyde B. Phillips) نویسنده و تهیه کننده فیلم و مجموعه‌های تلویزیونی است. وی نویسنده برنامه‌ها و مجموعه‌های تلویزیونی نظیر دکستر، حقیقت عریان، در مورد فیلم‌ها داد بزن، ناگهان سوزان، پارکر لوئیز نمی‌تواند ببازد، دره میداس و تله گذاری دکتر جان است. او همچنین تهیه کننده مجموعه‌هایی نظیر بازیگران، چارلز و دایانا: داستان یک عشق سلطنتی و اگر چیزها متفاوت بود می‌باشد.
کلاید فیلیپس به عنوان تهیه کننده اجرایی و نویسنده از سال ۲۰۰۶ تا ۲۰۰۹ در تولید چهار فصل از مجموعه تلویزیونی دکستر مشارکت داشت. اگر چه پس از آن از تیم تولید این مجموعه تلویزیونی کناره‌گیری کرد.